# Мальнате
Мальнате (итал. Malnate) — город и коммуна в Италии, располагается в провинции Варесе области Ломбардия.
Население составляет 16 784 человек (на 2018 г.), плотность населения составляет 1899 чел./км². Занимает площадь 8 км². Почтовый индекс — 21046. Телефонный код — 0332.
Покровителем коммуны почитается святитель Мартин Турский, празднование 11 ноября.